# Minnesota Timberwolves 2016-2017
La stagione 2016-17 dei Minnesota Timberwolves fu la 28ª nella NBA per la franchigia.
I Minnesota Timberwolves arrivarono quinti nella Northwest Division della Western Conference con un record di 31-51, non qualificandosi per i play-off.

## Roster
| N° | Naz.                   | Ruolo | Sportivo           | Anno | Alt. | Peso \|\| |
| -- | ---------------------- | ----- | ------------------ | ---- | ---- | --------- |
| 1  | Stati Uniti (bandiera) | G     | Tyus Jones         | 1996 | 188  | 88        |
| 3  | Stati Uniti (bandiera) | G     | Kris Dunn          | 1994 | 191  | 93        |
| 4  | Stati Uniti (bandiera) | G     | Brandon Rush       | 1985 | 198  | 100       |
| 5  | Senegal (bandiera)     | C     | Gorgui Dieng       | 1990 | 211  | 111       |
| 7  | Stati Uniti (bandiera) | G     | Lance Stephenson   | 1990 | 198  | 104       |
| 8  | Stati Uniti (bandiera) | G     | Zach LaVine        | 1995 | 196  | 82        |
| 9  | Spagna (bandiera)      | G     | Ricky Rubio        | 1990 | 193  | 82        |
| 11 | Stati Uniti (bandiera) | G     | John Lucas         | 1982 | 180  | 75        |
| 15 | Stati Uniti (bandiera) | G     | Shabazz Muhammad   | 1992 | 198  | 102       |
| 18 | Israele (bandiera)     | A     | Omri Casspi        | 1988 | 206  | 102       |
| 22 | Canada (bandiera)      | G     | Andrew Wiggins     | 1995 | 203  | 91        |
| 27 | Stati Uniti (bandiera) | C     | Jordan Hill        | 1987 | 208  | 107       |
| 32 | Stati Uniti (bandiera) | C     | Karl-Anthony Towns | 1995 | 213  | 111       |
| 33 | Stati Uniti (bandiera) | A     | Adreian Payne      | 1991 | 208  | 111       |
| 45 | Stati Uniti (bandiera) | C     | Cole Aldrich       | 1988 | 211  | 113       |
| 88 | Serbia (bandiera)      | C     | Nemanja Bjelica    | 1988 | 208  | 109       |

## Staff tecnico
- Allenatore: Tom Thibodeau
- Vice-allenatori: Ryan Saunders, Andy Greer, Ed Pinckney, Rick Brunson
- Vice-allenatore per il tiro: Peter Patton
- Preparatore atletico: Gregg Farnam